# Catedral de Saint-Pons-de-Thomières
La catedral de Saint Pons de Thomières es una antigua catedral francesa situada en un valle en la parte baja del Languedoc, al noroeste de Narbona, rodeado de montañas y atravesado por el río Jaur. Se encuentra en el municipio francés de Saint-Pons-de-Thomières (Hérault). Antiguamente fue una abadía benedictina.
Fue la sede del obispado de Saint-Pons de Thomières, creado en 1318 por escisión de la  diócesis de Narbona y fue suprimida en la Revolución para ser integrada en la diócesis de Montpellier, convertida después en archidiócesis.

## Historia

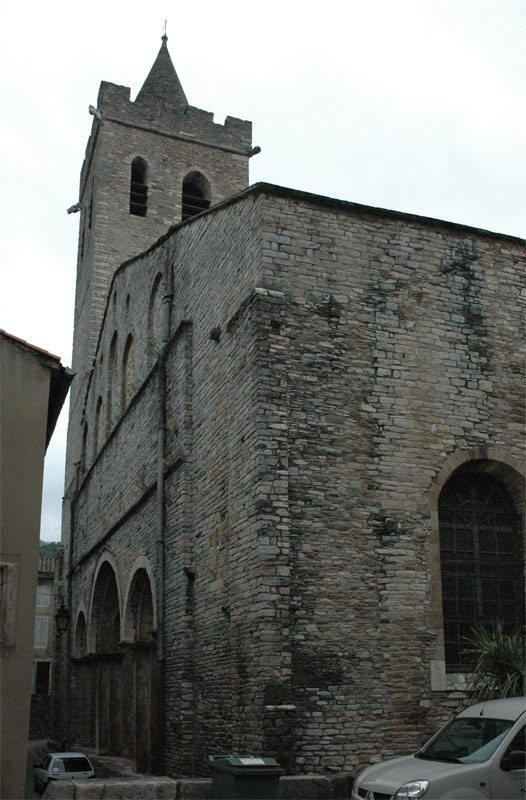
Antigua fachada de la iglesia.

Esta abadía benedictina se fundó en el 936 por voluntad del conde Ramón III de Tolosa y su esposa Garsenda. En el lugar donde se levantó la abadía ya había un centro de culto dedicado a San Martín, pero el nuevo monasterio se puso bajo la advocación de San Poncio, martirizado en Cimiez (Niza) en el 257, las reliquias se trasladaron a este lugar en 937. En esta fundación participaron monjes venidos de la abadía de Saint-Géraud d'Aurillac (Auvernia).
La abadía fue alcanzando una gran importancia y su influencia fue considerable partir del 1061, bajo la dirección del abad Frotardo; en esta época reunió bajo su dirección otros monasterios, sobre todo en la zona catalana: Saint-Martin-Lys (a partir de 1070), San Benito de Bages (1074), San Cugat del Vallés (1089), San Pedro de Roda.

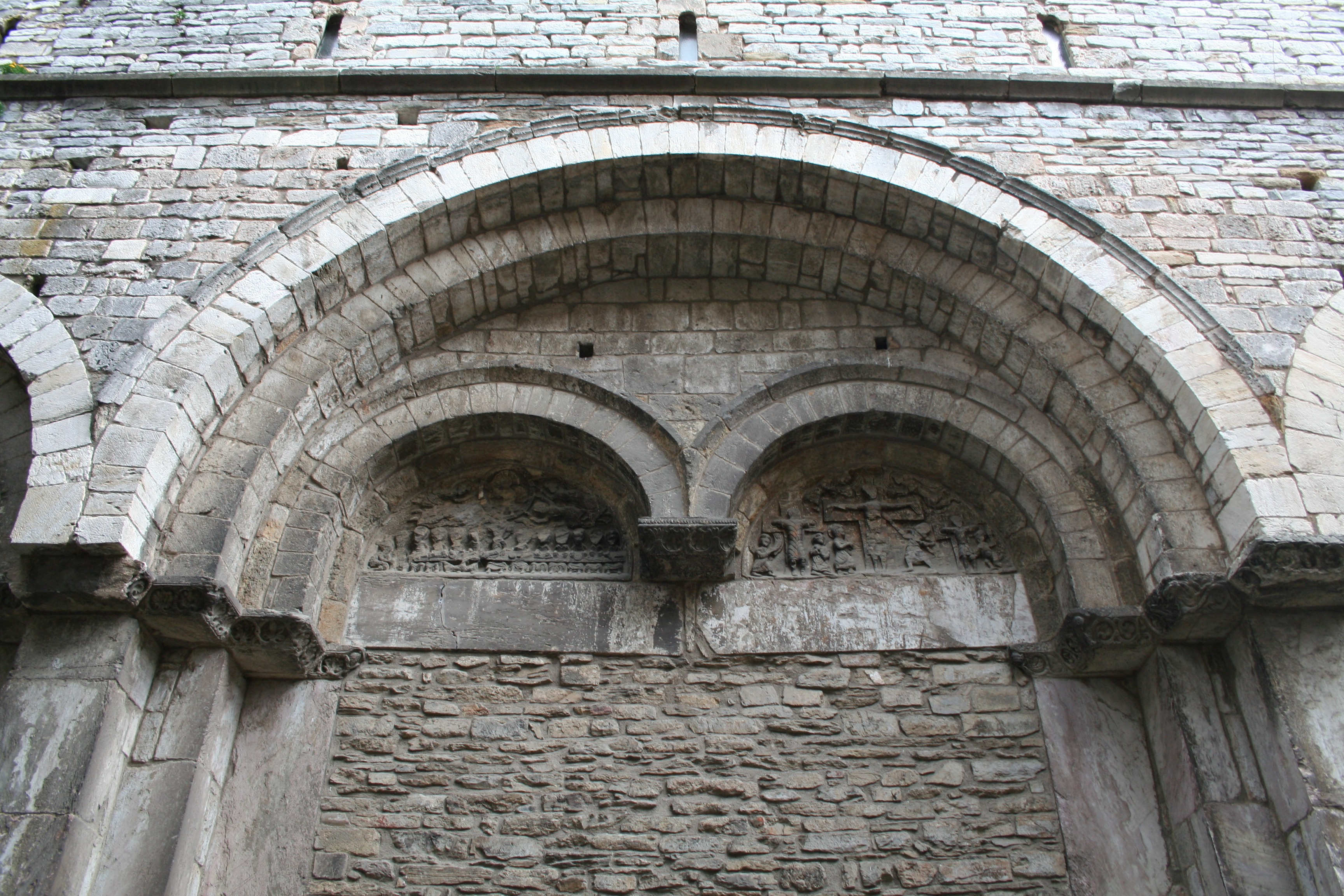
Restos de la portada antigua, ahora tapiada.

Esta época de esplendor ayudó a que se pudiera rehacer la iglesia primitiva que se había quedado pequeña. Esta nueva construcción fue inaugurada por el papa Urbano II en 1096, cuando aún no estaba terminada. Esta iglesia fue renovada de nuevo a consecuencia de su destrucción en 1170 ejecutada por Roger Trencavel, que sometió a la abadía al pillaje, y parece que afectó tanto a la iglesia como a las otras dependencias monásticas.
Una bula papal de Juan XXII, de 1318, hizo que Saint Pons se convirtiera en sede episcopal. El abad Pierre Roger pasó a ser el primer obispo de la diócesis. A finales del siglo XV se trabajó en la construcción de una nueva cabecera de la iglesia, pero en 1567 el lugar fue atacado por los protestantes que volvieronn a dejar los edificios en ruinas. Las obras de reconstrucción se siguieron en los decenios siguientes. En estos trabajos se invirtió la orientación de la iglesia (1716), el coro se desplazó a la nave y en el lugar de la cabecera, que se encontraba en ruinas, se levantó la nueva fachada; el mobiliario interior se rehízo en la misma época ( siglo XVIII).
En 1790 perdió la condición de catedral y los edificios anexos también desaparecieron. Se restauró entre 1839 y 1841.

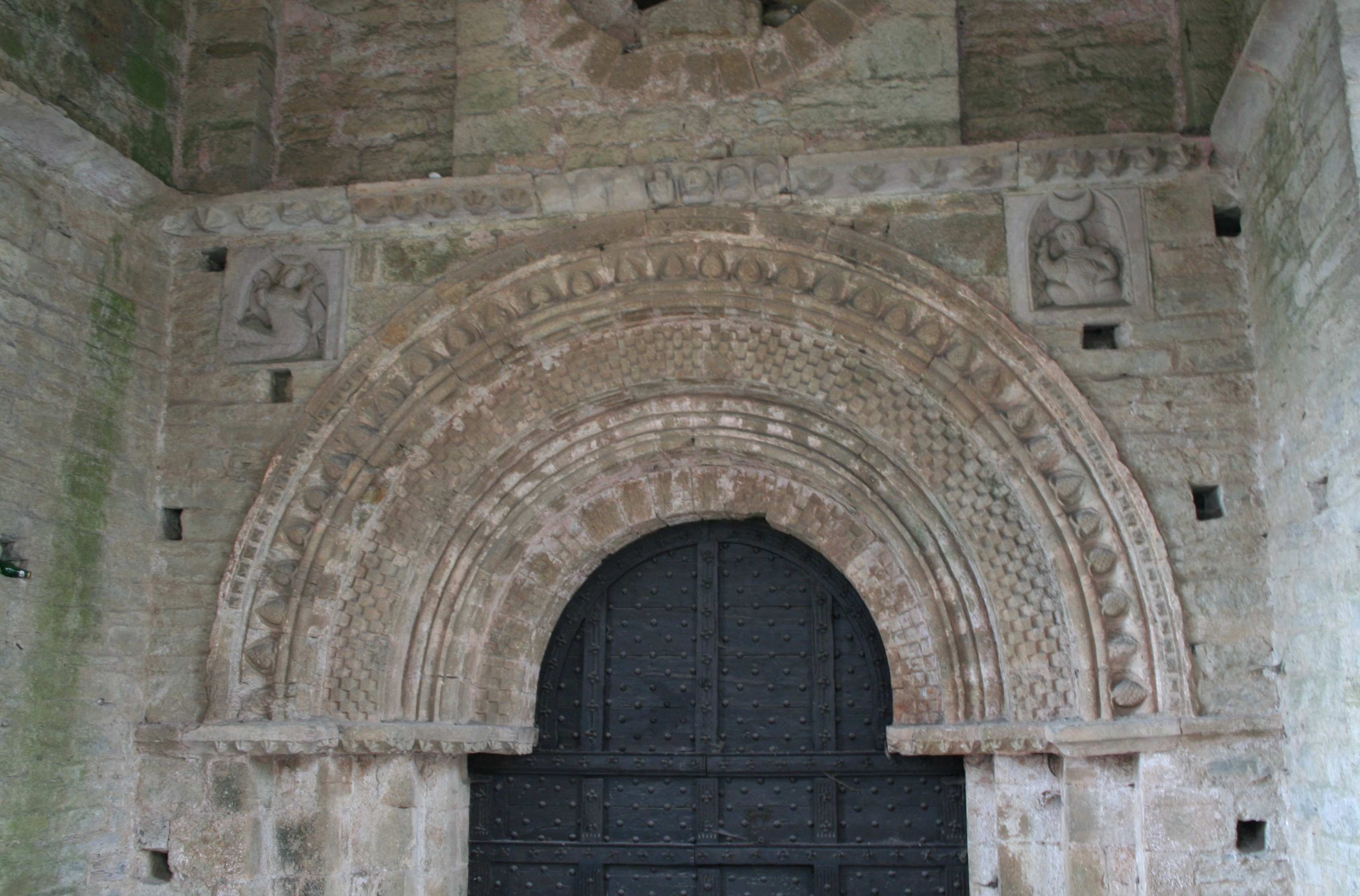
La Puerta de los Muertos.
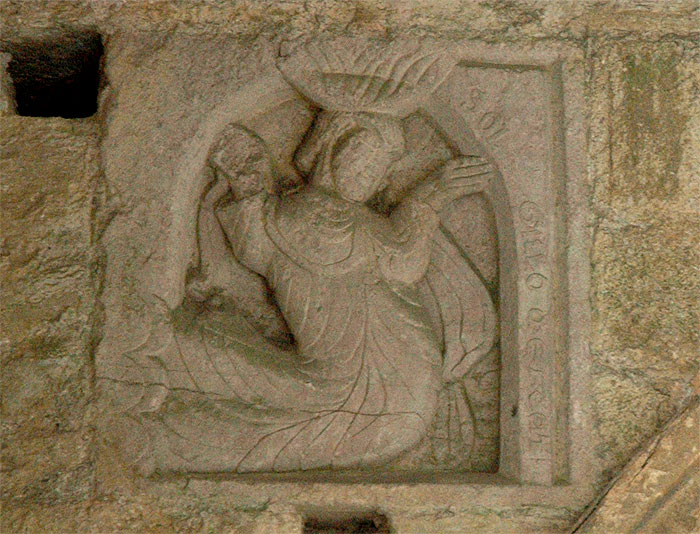
Puerta de los Muertos. Relieve del Sol.
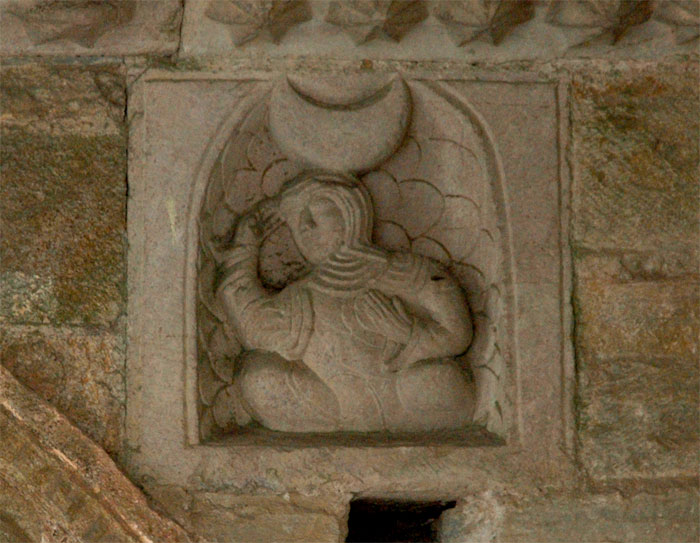
Puerta de los Muertos. Relieve de la Luna.

## Edificios
La iglesia se conserva con las modificaciones que se fueron haciendo con el transcurso del tiempo, pero el grueso de la construcción (una iglesia de nave única) es del siglo XII. En la fachada occidental se conserva un portal románico, (la Puerta de los Muertos, denominada así porque comunicaba con el cementerio) decorado con arquivoltas y la representación del Sol y la Luna. En la antigua fachada, se conservan dos tímpanos en mal estado, correspondientes a la antigua portada ahora tapiada, con la representación de la Santa Cena y de la Ascensión por un lado y de la Crucifixión por la otra.
No queda ningún rastro del claustro románico, que se perdió en el saqueo de los protestantes, aunque muchos capiteles se conservan dispersos en diversas colecciones, especialmente en el Museo del Louvre, y el Museo de los Agustinos de Toulouse.